# Badis pancharatnaensis
Badis pancharatnaensis (панчаратнанський бадіс) — вид окуневидних риб з родини бадієвих (Badidae). Був описаний на підставі особливостей забарвлення, будови плавців і морфології тіла, що відрізняють його від решти представників роду бадіс (Badis).

## Поширення
Водиться в болотистій місцевості Гасіла Біл (англ. Hasila Beel), округ Ґоалпара (англ. Goalpara) на заході індійського штату Ассам.
Гасіла Біл — це водно-болотні угіддя, тісно пов'язані з руслом річки Брахмапутра, які періодично затоплюються річковими водами. Для них характерними є густа рослинність, що складається з макрофітів, і сильні сезонні коливання рівня води.
Крім Badis pancharatnaensis, тут також живуть такі місцеві види риб: Amblypharyngodon mola, повзун індійський (Anabas testudineus), Channa gachua, Lepidocephalichthys guntea, Mastacembelus armatus, Macrognathus pancalus, Puntius sophore і гурамі смугастий (Trichogaster fasciata).
Свою назву вид отримав від історичної місцевості Панчаратна (англ. Pancharatna) в окрузі Ґоалпара.

## Опис
Ці риби мають видовжене, помірно стиснуте з боків тіло. Максимальна стандартна (без хвостового плавця) довжина досліджених зразків становила 46,1 мм. Висота тіла складає 28,2-33,8 % стандартної довжини. Профіль спини вигнутий, а профіль черева майже рівний.
Рот косий, кінцевий. Нижня щелепа трохи виступає вперед. Обидві щелепи несуть вишикувані рядами крихітні конічні зуби. Луска на боках ктеноїдна, на голові — циклоїдна. Число хребців: 28.
Спинний плавець має 15-17 твердих променів і 8-9 м'яких, грудні по 13-14 м'яких, анальний 3 твердих і 7-8 м'яких. Кінці м'якої частини спинного, анального та черевних плавців загострені, хвостовий плавець закруглений.
Badis pancharatnaensis має коричневе забарвлення. На боках розташовані п'ять темно-коричневих або чорних поперечних смуг, кольори і контури яких можуть змінюватись, залежно від настрою риб. Іноді вони взагалі щезають. Характерна чорна пляма, що відсвічує синьо-зеленим кольором, розташована над грудними плавцями. Ще одна видовжена чорна пляма знаходиться в основі хвостового плавця. Верхня частина голови сірувато-коричнева. Через око проходить нечітка чорна смуга, що продовжується до задньої частини нижньої щелепи.
Горизонтальний ряд темних плям проходить серединою спинного плавця. Загалом плавці прозорі й переливаються блакитними кольорами.
Помітних відмінностей у зовнішній морфології між самцями та самками не було виявлено.